# Michelle Bonilla
Michelle C. Bonilla (* 2. März 1972 in Hollywood) ist eine US-amerikanische Schauspielerin.

## Leben
Michelle Bonilla studierte bereits im Alter von zehn Jahren Musik, Tanz und Schauspiel am Los Angeles City College und übte sich später, hauptsächlich im Bereich Drama, an der California State University, Northridge.
Ihre ersten kleinen Fernsehauftritte hatte sie 1995 in den Serien Palm Beach-Duo und Beverly Hills, 90210. Größere Rollen in Fernsehserien spielte sie als Teresa Morales in Dr. Quinn – Ärztin aus Leidenschaft (1996–1997), als Christine Harms in Emergency Room – Die Notaufnahme (1999–2009) und als Celena in Failing Upwards (2012) an welcher sie sich auch als Produzentin und Drehbuchautorin beteiligte. Sie hatte etliche weitere kleine Rollen in Fernsehserien wie etwa in JAG – Im Auftrag der Ehre (1998), Nash Bridges (1999), Star Trek: Enterprise (2002), New York Cops – NYPD Blue (1997, 2002), Unfabulous (2005), Saving Grace (2010) und All My Children (2011).
Filme, in denen sie auftrat, sind unter anderem Tödlicher Betrug (1995), Time to Pay (1999), Kill Your Darlings (2006), Katrina (2007), The Visit (2010) und Model Minority (2012). 1998 gewann sie den ALMA Award für ihre Rolle im Kurzfilm Foto Novelas: Seeing Through Walls, den sie sich mit Roxann Dawson teilt. 2011 gewann sie für ihren Kurzfilm Slip Away, zu dem sie das Drehbuch schrieb und an dem sie sich auch als Produzentin beteiligte, den Bronze Palm Award beim Mexico International Film Festival, sowie den Q Award beim Fort Worth Gay and Lesbian International Film Festival, die sie sich beide mit Jenn Garrison und T.M. Scorzafava teilt.

## Filmografie (Auswahl)

### Filme
- 1995: Tödlicher Betrug (Above Suspicion)
- 1996: Dunston – Allein im Hotel (Dunston Checks In)
- 1996: Tödliche Verschwörung (The Rich Man’s Wife)
- 1997: Foto Novelas: Seeing Through Walls (Kurzfilm)
- 1997: Noch dümmer (Trial and Error)
- 1998: True Friends
- 1998: Homegrown
- 1999: Time to Pay
- 2000: Price of Glory
- 2000: Four Dogs Playing Poker
- 2005: Sexual Life
- 2006: Kill Your Darlings
- 2007: Katrina (Fernsehfilm)
- 2010: The Visit
- 2011: Montana Amazon
- 2011: Slip Away (Kurzfilm)
- 2012: Model Minority
- 2019: Clemency
- 2019: Senior Love Triangle

### Fernsehserien
- 1995: Palm Beach-Duo (eine Folge)
- 1995: Beverly Hills, 90210 (eine Folge)
- 1996: Murder One (eine Folge)
- 1996: Diagnose: Mord (Diagnosis Murder, eine Folge)
- 1996: Seinfeld (eine Folge)
- 1996: Pretender (eine Folge)
- 1996–1997: Dr. Quinn – Ärztin aus Leidenschaft (Dr. Quinn, Medicine Woman, acht Folgen)
- 1997, 2002: New York Cops – NYPD Blue (NYPD Blue, zwei Folgen)
- 1998: JAG – Im Auftrag der Ehre (JAG, eine Folge)
- 1998: Air America (eine Folge)
- 1999: Profiler (eine Folge)
- 1999: Nash Bridges (eine Folge)
- 1999–2009: Emergency Room – Die Notaufnahme (ER, 58 Folgen)
- 2000: Für alle Fälle Amy (Judging Amy, eine Folge)
- 2001: Providence (eine Folge)
- 2002: Star Trek: Enterprise (Enterprise, eine Folge)
- 2004–2005: 24 (zwei Folgen)
- 2005: Joey (eine Folge)
- 2005: Unfabulous (zwei Folgen)
- 2007: Shark (eine Folge)
- 2007: The Closer (eine Folge)
- 2007: Journeyman – Der Zeitspringer (Journeyman, eine Folge)
- 2008: Zeit der Sehnsucht (Days of our Lives, drei Folgen)
- 2008: CSI: Miami (eine Folge)
- 2010: Saving Grace (zwei Folgen)
- 2011: Criminal Minds: Team Red (Criminal Minds: Suspect Behavior, eine Folge)
- 2011: All My Children (zwei Folgen)
- 2012: Luck (eine Folge)
- 2012: Failing Upwards (sechs Folgen)
- 2012: Incredible Crew (eine Folge)
- 2013: Reich und schön (The Bold and the Beautiful, drei Folgen)
- 2013: Incredible Crew (eine Folge)
- 2014: Jane the Virgin (eine Folge)
- 2015: Castle (eine Folge)
- 2015: Rosewood (eine Folge)
- 2015: Wicked City (eine Folge)
- 2016: The Real O’Neals (eine Folge)
- 2017: Criminal Minds (eine Folge)
- 2017: East Los High (eine Folge)
- 2019: General Hospital (zwei Folgen)
- 2019–2022: Die Casagrandes (The Casagrandes, zehn Folgen, Stimme)
- 2020: Navy CIS: New Orleans (eine Folge)
- 2021: Love, Death & Robots (zwei Folgen)
- 2022: The Rookie (eine Folge)
- 2022: For All Mankind (eine Folge)
- 2022–2023: 9-1-1: Lone Star (sieben Folgen)
- 2023: Grey’s Anatomy (eine Folge)
- 2024: High Potential (eine Folge)
- 2025: On Call (zwei Folgen)

## Auszeichnungen
- 1998: ALMA Award als „Outstanding Latino Cast in a Made-for-Television Movie or Mini-Series“ für Foto Novelas: Seeing Through Walls (geteilt mit Roxann Dawson)
- 2011: Bronze Palm Award (Mexico International Film Festival) in der Kategorie „Kurzfilm“ für Slip Away (geteilt mit Jenn Garrison und T.M. Scorzafava)
- 2011: Q Award (Fort Worth Gay and Lesbian International Film Festival) in der Kategorie „Best Dramatic Short Film (Women's)“ für Slip Away (geteilt mit Jenn Garrison und T.M. Scorzafava)